# Joodse begraafplaats (Beek)
De Joodse begraafplaats van Beek in de Nederlandse provincie Limburg is gelegen aan de Putbroekerweg, tussen de kernen van Beek en Genhout.

## De Joodse gemeenschap van Beek
De eerste vermelding van Joden in Beek stamt uit eind zeventiende eeuw. Pas in 1828 werd Beek een zelfstandige Joodse gemeente. De synagoge werd ingewijd in 1866. Na de oorlog werden de Joodse gemeenten van Geleen en Sittard bij Beek gevoegd. Het zou maar voor kort zijn, want in 1954 was het aantal Joodse inwoners van Beek zo laag, dat de gemeente bij Maastricht werd samengevoegd. Bij de Sint-Martinuskerk staat een monument voor de vermoorde Joden uit Beek.
Onder de Joodse gemeente van Beek viel ook Urmond. In deze plaats is eveneens een Joodse begraafplaats.

## Inrichting begraafplaats
Verspreid over de begraafplaats staan 19 zerken. De oudste is die van Sophia Hellendag-Steenweg, uit 1851. Op de begraafplaats is ook een metaheerhuisje aanwezig, dit gebouwtje is bedoeld voor het ritueel reinigen van de overledenen. Het is niet het oorspronkelijke metaheerhuis.
Opmerkelijk is de tekst op de grafsteen van Lion Wolf en Rosalie Frenkel (1939 en 1926). Hun geboortedata zijn gemarkeerd met een asterisk en hun overlijdensdata met een Latijns kruisje. Dit christelijke symbool zou eigenlijk niet op een Joods graf horen te staan.
Het jongste graf is gedolven in 1998. Gerrit Cohen overleefde als enige van zijn gezin de Tweede Wereldoorlog. Op zijn grafsteen staan de namen van de gezinsleden. Tevens staat op de grafsteen een afbeelding van twee zegenende handen. Deze afbeelding is typerend voor Joden met de naam Cohen.
In 2006 werd de begraafplaats gevandaliseerd, waarbij 15 zerken werden beschadigd. Sindsdien staat er een hek omheen en is de poort op slot. De plaatselijke overheid beheert de begraafplaats.

## Afbeeldingen

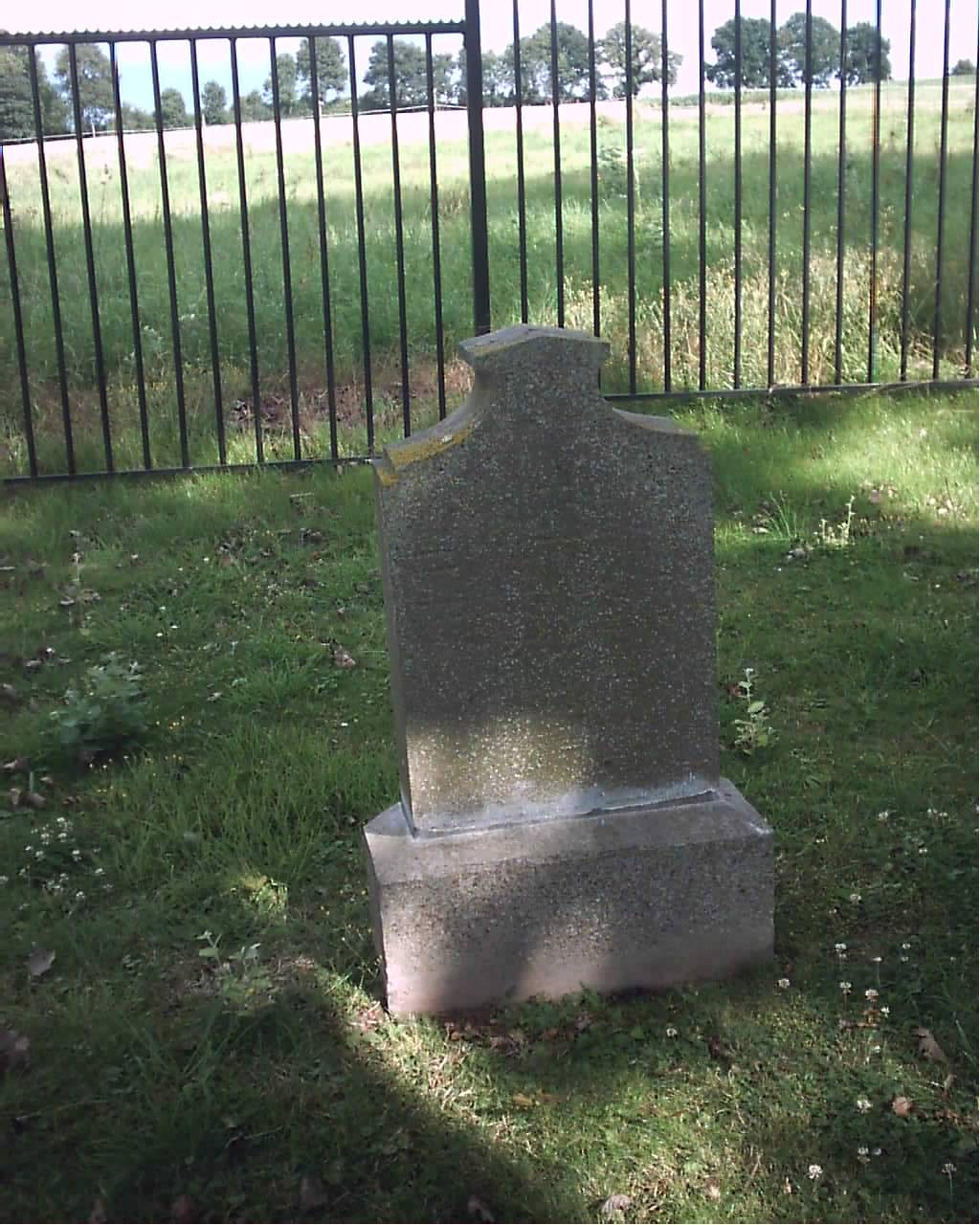
Het graf van Efraïm (Ernest Daniels overleden in 1894)
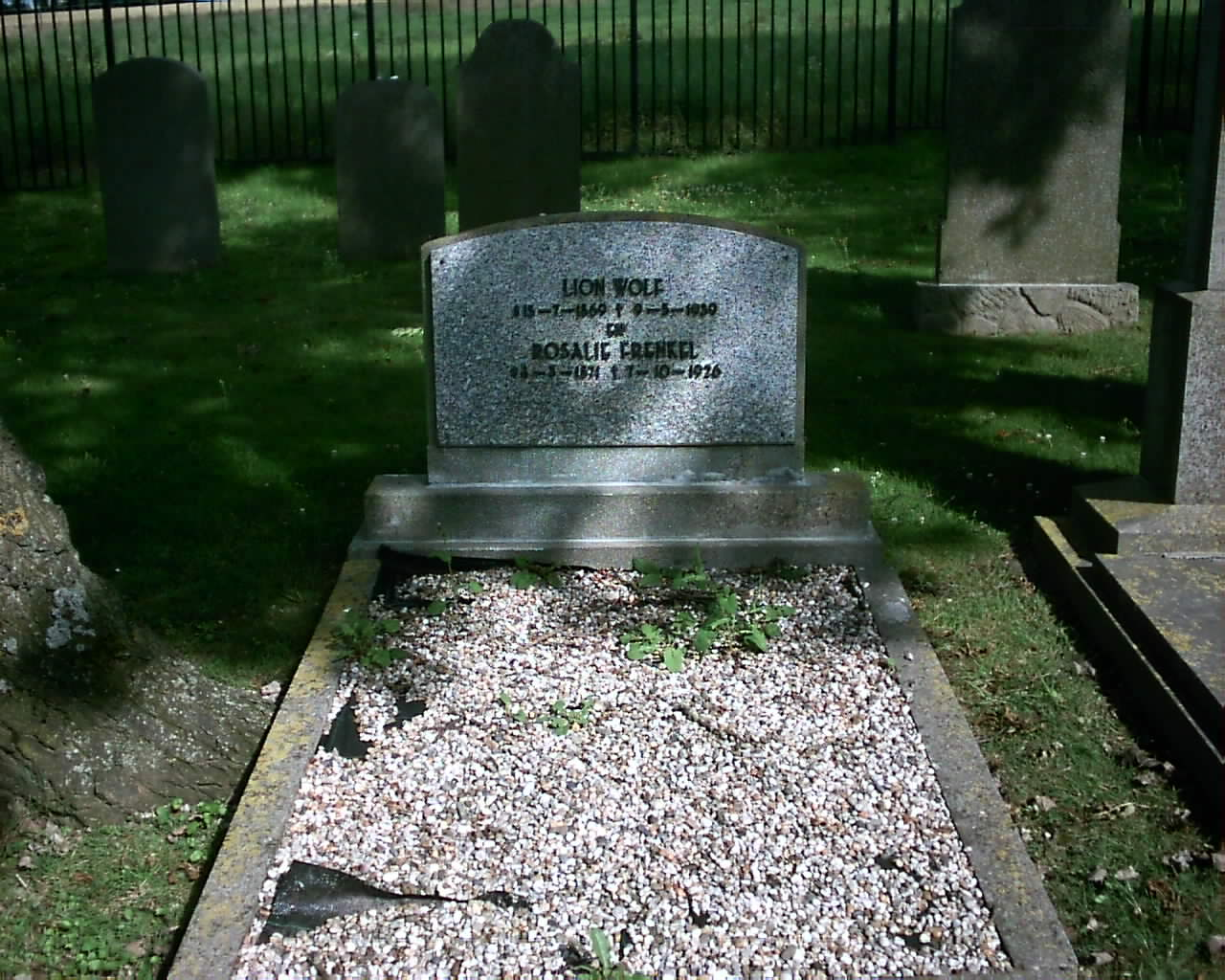
Het graf van Lion Wolf en zijn vrouw Rosalie Frenkel.
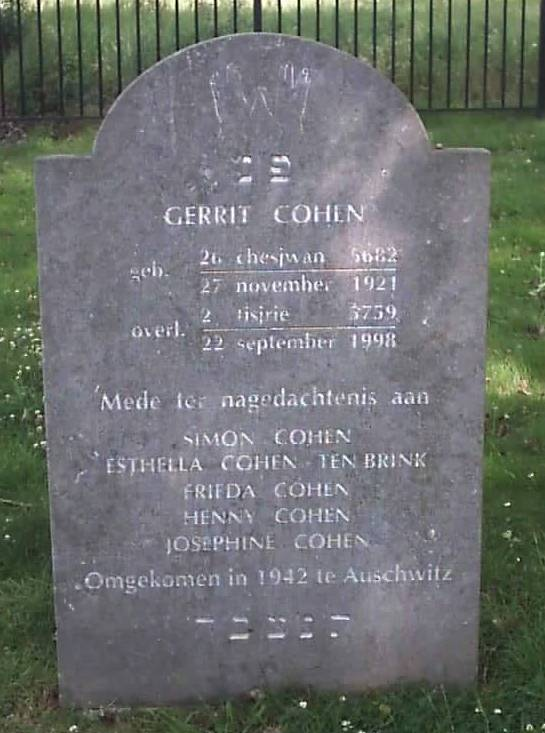
Het graf van Gerrit Cohen
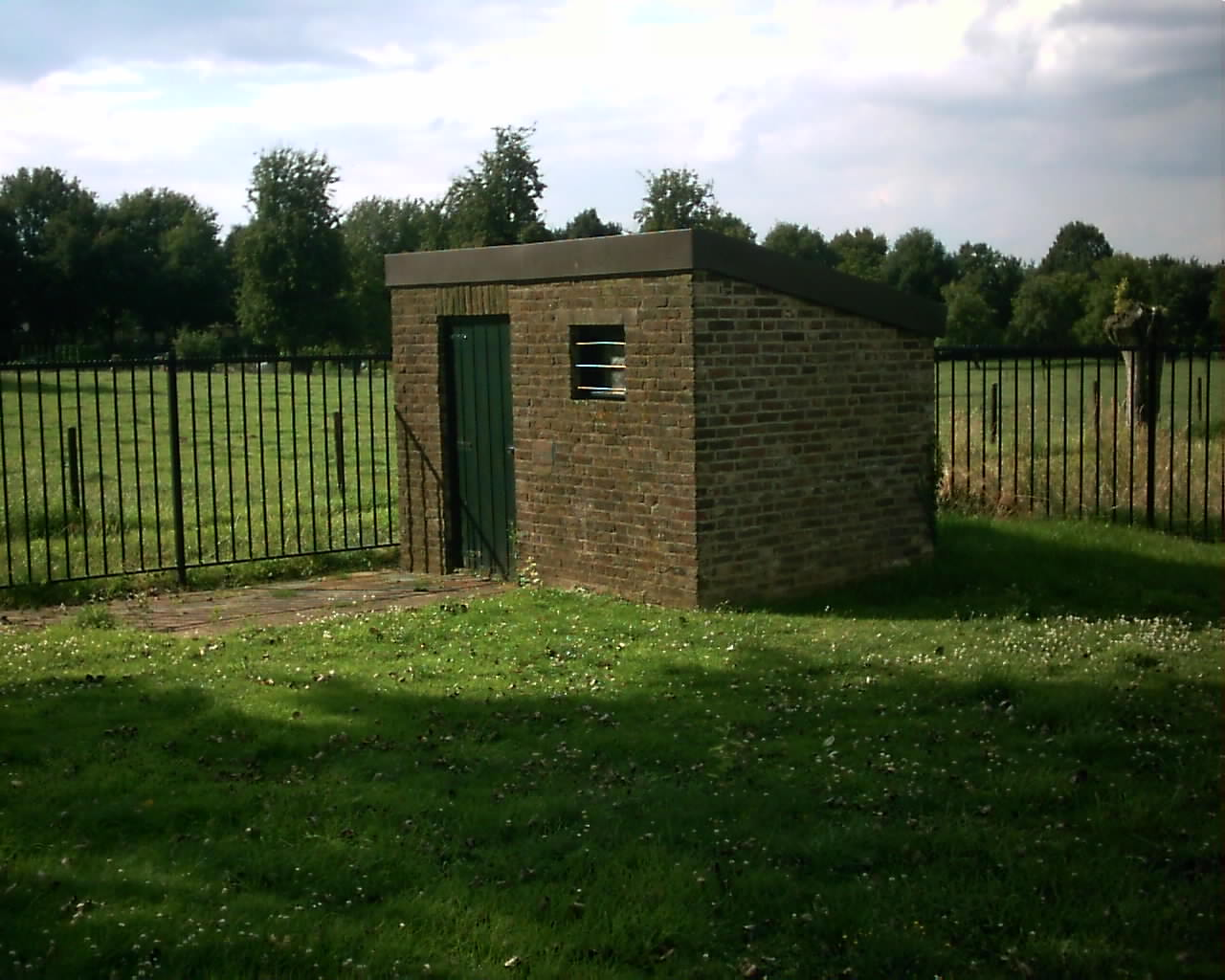
Metaheerhuisje